# Джерело

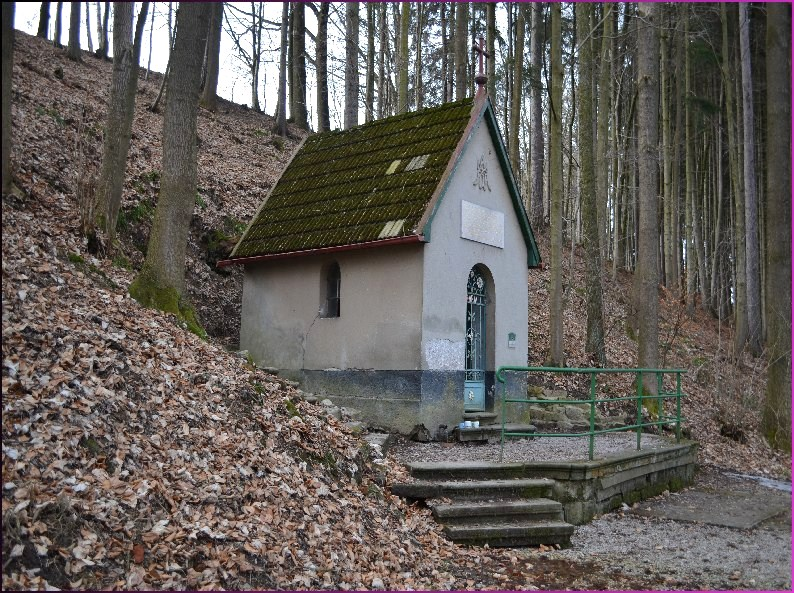
Капличка над джерелом. Слатіна-над-Упоу, Наход, Чехія

Джерело на гербі міста Бад Ельстер, Німеччина

Джерело́ — природний вихід підземних вод на денну поверхню або під водою (підводне джерело). Джерела утворюються на дні ярів, балок, на схилах горбів, крутих берегів річок. Об'єкт вивчення кренології. Також — криниця. В Україні природні водні джерела найбільше поширені в Карпатах.

## Назва
Етимологія
Слово «джерело» того ж походження, що й «жерло» — від прасл. *žerdlo (утвореного з ранішої форми *gerdlo внаслідок першої палаталізації). Ці слова етимологічно споріднені також з «горло» (похідного від варіанта з іншим ступенем вокалізму *gъr̥dlo), і сходять до пра-і.є. *gʷerh₃-tlóm. Первісне значення — «горло»; потім — «отвір»; а пізніше в східно- і західнослов'янських мовах — «отвір, з якого б'є вода». У «Словарі української мови» Б. Д. Грінченка засвідчені такі старі значення слова «джерело» як «кипінь, кипляча вода», «дуло гармати», «кратер вулкана».
Інші назви
Джерело також іноді називають ключем, криницею, у діалектах — кирницею, керницею, чуром, чуркалом, норою, живцем, обгороджене джерело — плетянкою.

## Типи
Розрізняють джерела постійні, сезонні, тимчасові, періодичні (наприклад гейзери), прісні, мінералізовані, солоні, гарячі (термальні води) і холодні. Часто джерело — центр, з якого рідина витікає по радіусах безперервно й однаково у всіх напрямах (наприклад Оконські джерела).
Сифонні джерела — джерела підземних вод, які діють періодично після наповнення карстової порожнини і сифонного каналу, що з'єднує порожнину з поверхнею Землі.
Деякі джерела є водночас витоками річок. В Україні з джерел починаються такі річки: Дністер, Бистриця Солотвинська, Збруч та інші.

## Значення
Використовувані людьми джерела для зручності набирання води часто обладнують дерев'яними, кам'яними, металевими зливами, вкопують ємності (вживані для цього порожнисті стовбури відомі як «кадоби», а видовбані дубові пні з отворами на дні — як «жолоби»). Над деякими джерелами зводять каплиці, а деякі оточені особливою шанобою — їх називають святими джерелами.

## Фольклор
- Бити джерелом — активно, бурхливо виявлятися.
- Річок багато, джерело одне. Товаришів багато, а щирий — один.

## Інше
Латинська назва тім'ячка немовляти fonticulus буквально означає «джерельце»: це пов'язане з його пульсацією, яка нагадує биття струменя води.

## Літ. джерела
- Кравчинський Р.Л., Хільчевський В.К., Корчемлюк М.В., Стефурак О.М. Моніторинг природних водних джерел Карпатського національного природного парку: монографія [Архівовано 12 липня 2020 у Wayback Machine.] / За ред. В.К. Хільчевського. – Ів.-Франківськ: Фоліант. – 2019. – 124 с. - ISBN 978-6177496-79-2
- Мала гірнича енциклопедія : у 3 т. / за ред. В. С. Білецького. — Д. : Донбас, 2004. — Т. 1 : А — К. — 640 с. — ISBN 966-7804-14-3.
- УСЕ
- Джерело // Словник-довідник з екології : навч.-метод. посіб. / уклад. О. Г. Лановенко, О. О. Остапішина. — Херсон : ПП Вишемирський В. С., 2013. — С. 66.
- Джерело // Універсальний словник-енциклопедія. — 4-те вид. — К. : Тека, 2006.

| Гідрологія | Це незавершена стаття з гідрології. Ви можете допомогти проєкту, виправивши або дописавши її. |